# Saint-Christophe-du-Jambet
Saint-Christophe-du-Jambet és un municipi francès situat al departament del Sarthe i a la regió de País del Loira. L'any 2007 tenia 188 habitants.

## Demografia

### Població
El 2007 la població de fet de Saint-Christophe-du-Jambet era de 188 persones. Hi havia 86 famílies de les quals 28 eren unipersonals (12 homes vivint sols i 16 dones vivint soles), 31 parelles sense fills i 27 parelles amb fills.
La població ha evolucionat segons el següent gràfic:
Habitants censats

### Habitatges
El 2007 hi havia 135 habitatges, 87 eren l'habitatge principal de la família, 37 eren segones residències i 11 estaven desocupats. 132 eren cases i 1 era un apartament. Dels 87 habitatges principals, 69 estaven ocupats pels seus propietaris, 16 estaven llogats i ocupats pels llogaters i 2 estaven cedits a títol gratuït; 13 tenien dues cambres, 13 en tenien tres, 25 en tenien quatre i 36 en tenien cinc o més. 58 habitatges disposaven pel capbaix d'una plaça de pàrquing. A 29 habitatges hi havia un automòbil i a 48 n'hi havia dos o més.

### Piràmide de població
La piràmide de població per edats i sexe el 2009 era:
| Homes | Edats   | Dones |
| ----- | ------- | ----- |
| 0     | 95 o +  | 0     |
| 0     | 90 a 94 | 0     |
| 0     | 85 a 89 | 0     |
| 4     | 80 a 84 | 0     |
| 12    | 75 a 79 | 4     |
| 8     | 70 a 74 | 16    |
| 4     | 65 a 69 | 8     |
| 0     | 60 a 64 | 4     |
| 4     | 55 a 59 | 4     |
| 4     | 50 a 54 | 0     |
| 16    | 45 a 49 | 12    |
| 12    | 40 a 44 | 8     |
| 8     | 35 a 39 | 8     |
| 16    | 30 a 34 | 8     |
| 4     | 25 a 29 | 4     |
| 4     | 20 a 24 | 12    |
| 9     | 15 a 19 | 4     |
| 8     | 10 a 14 | 12    |
| 4     | 5 a 9   | 8     |
| 4     | 0 a 4   | 8     |

## Economia
El 2007 la població en edat de treballar era de 121 persones, 91 eren actives i 30 eren inactives. De les 91 persones actives 82 estaven ocupades (46 homes i 36 dones) i 9 estaven aturades (5 homes i 4 dones). De les 30 persones inactives 14 estaven jubilades, 6 estaven estudiant i 10 estaven classificades com a «altres inactius».

### Ingressos
El 2009 a Saint-Christophe-du-Jambet hi havia 91 unitats fiscals que integraven 191 persones, la mediana anual d'ingressos fiscals per persona era de 17.514 €.

### Activitats econòmiques
Dels 5 establiments que hi havia el 2007, 1 era d'una empresa de fabricació d'altres productes industrials, 2 d'empreses de construcció, 1 d'una empresa de comerç i reparació d'automòbils i 1 d'una empresa financera.
Dels 2 establiments de servei als particulars que hi havia el 2009, 1 era un paleta i 1 lampisteria.
L'any 2000 a Saint-Christophe-du-Jambet hi havia 14 explotacions agrícoles que ocupaven un total de 574 hectàrees.

## Poblacions més properes
El següent diagrama mostra les poblacions més properes.